# 대승광오온론
《대승광오온론》(大乘廣五蘊論)(산스크리트어: Pañcaskandhaprakaraṇavaibhāṣya)은 인도불교의 유식학(唯識學) 총 3기 중 제3기의 논사인 안혜(安慧: 475~555)가 지은 유식학 논서로, 세친(世親: 316?~369?)의 《대승오온론》(大乘五蘊論)에 대한 주석서이다.
현대의 유식학 학자들은 인도불교의 유식학의 역사를 총 3기로 나누는데, 제1기는 미륵과 무착의 유식학, 제2기는 세친의 유식학, 제3기는 안혜와 호법 등의 10대 논사들의 유식학을 의미한다.
약칭하여 《광오온론》(廣五蘊論) 또는 《대승오온론》(大乘五蘊論)이라고도 한다.
《대승광오온론》은 총 1권으로 되어 있으며 중인도(中印度)인으로 당(唐)나라에서 활동한 역경승이었던 지바가라(地婆訶羅, Divākara, 日照: 613~687)의 한역본이 있다. 《대승오온론》의 주석서인 만큼 그것과 마찬가지로 초기불교의 대표적인 법체계인 5온(五蘊)을 대승불교 유식유가행파의 법체계인 5위 100법의 법체계의 관점에서 논설하고 있다. 이와 함께, 초기불교의 다른 법체계인 12처(十二處)와 18계(十八界)도 대승불교의 관점에서 논하고 있다.

## 같이 보기
- 마음작용 (대승오온론·광오온론)
- 심불상응행법 (대승오온론·광오온론)

## 참고 문헌
- 고려대장경연구소 (K0618 (T.1612)). 《대승오온론 해제》. 2013년 1월 13일에 확인. |title=에 외부 링크가 있음 (도움말)
- 고려대장경연구소 (K0619 (T.1613)). 《대승광오온론 해제》. 2013년 1월 14일에 확인. |title=에 외부 링크가 있음 (도움말)
- 세친 지음, 현장 한역, 송성수 번역 (K.618, T.1612). 《대승오온론》. 한글대장경 검색시스템 - 전자불전연구소 / 동국역경원. K.618(17-637), T.1612(31-848). |title=에 외부 링크가 있음 (도움말)
- 안혜 지음, 지바하라 한역, 조환기 번역 (K.619, T.1613). 《대승광오온론》. 한글대장경 검색시스템 - 전자불전연구소 / 동국역경원. K.619(17-641), T.1613(31-850). |title=에 외부 링크가 있음 (도움말)
- 운허.  동국역경원 편집, 편집. 《불교 사전》. |title=에 외부 링크가 있음 (도움말)
- 황욱 (1999). 《무착[Asaṅga]의 유식학설 연구》. 동국대학원 불교학과 박사학위논문.
- (중국어) 星雲. 《佛光大辭典(불광대사전)》 3판. |title=에 외부 링크가 있음 (도움말)
- (중국어) 세친 조, 현장 한역 (T.1612). 《대승오온론(大乘五蘊論)》. 대정신수대장경. T31, No. 1612, CBETA. |title=에 외부 링크가 있음 (도움말)
- (중국어) 안혜 조, 지바하라 한역 (T.1613). 《대승광오온론(大乘廣五蘊論)》. 대정신수대장경. T31, No. 1613, CBETA. |title=에 외부 링크가 있음 (도움말)

## 주해
1. ↑  한자 이름 '地婆訶羅'에 대하여 '한글대장경 검색시스템 - 전자불전연구소 / 동국역경원'에 등재된 조환기가 번역한 《대승광오온론》 한글 번역본[깨진 링크(과거 내용 찾기)], 진현종의 《한 권으로 읽는 팔만대장경》의 "대승광오온론" 항목에서는 '지바하라'라 하고 있고, 고려대장경연구소의 "대승광오온론 해제" 보관됨 2016-03-04 - 웨이백 머신 에서는 '지바가라'라 하고 있다. 운허의 《불교사전》의 "地婆訶羅(지바하라)"[깨진 링크(과거 내용 찾기)] 항목에서는 '지바하라'라 하고 있고, "大乘廣五蘊論(대승광오온론)"[깨진 링크(과거 내용 찾기)] 항목에서는 '지바가라'라 하고 있다. 즉, '마하(摩訶)'의 경우처럼 전통적으로 불교에서는 '訶'는 '하'로 읽는다는 점에서 '지바하라'도 쓰이고 있으며, 산스크리트어 원어가 Divākara라는 점에서 원래의 통상적인 독음대로 '가'로 읽는 것도 쓰이고 있다. 2013년 1월 14일에 확인.